# Жвачка для рук

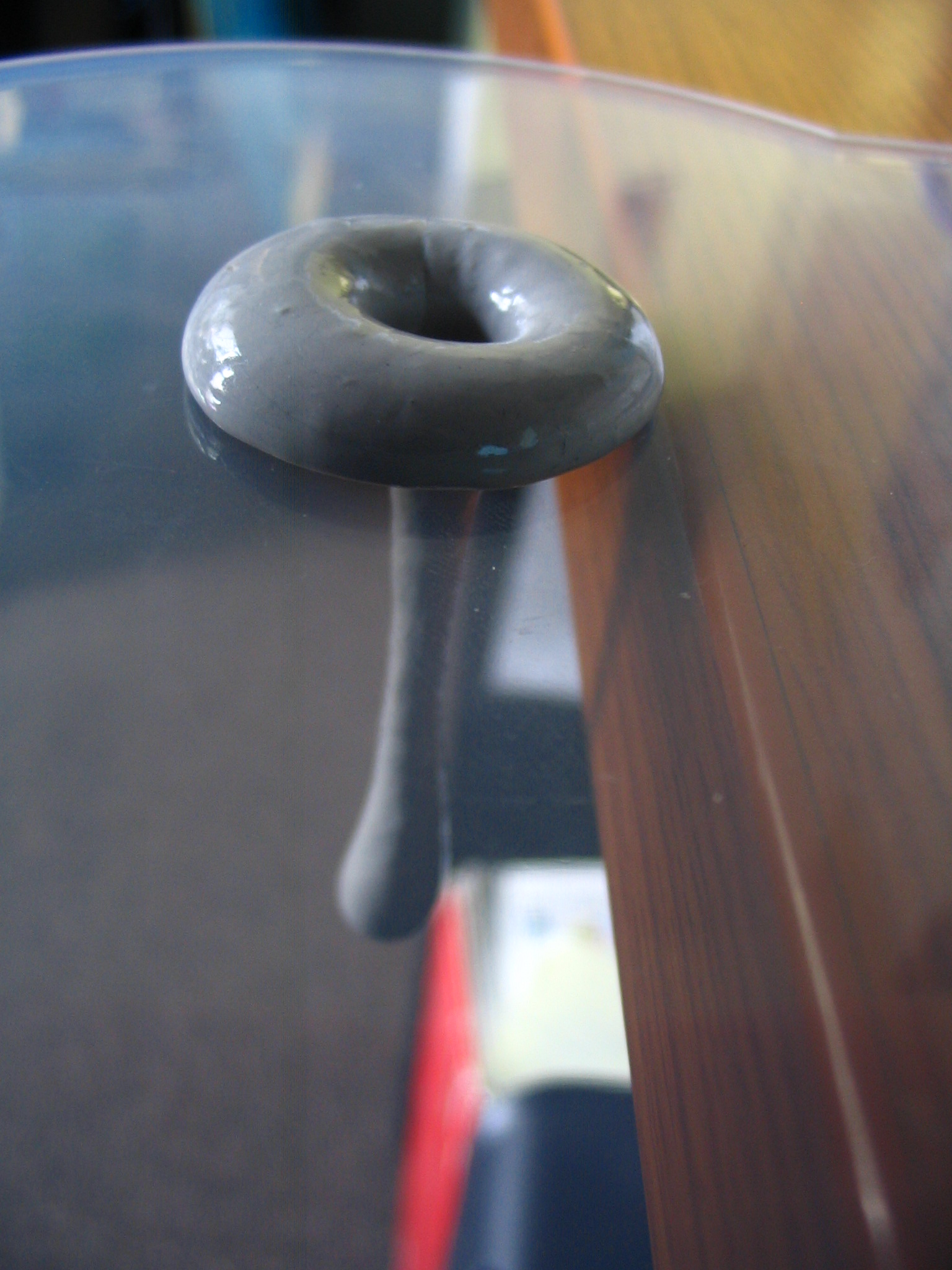
Протекание через отверстие

Жвачка для рук (англ. Handgum, хэндгам — ручная жвачка, жвачка для рук) — пластичная игрушка на основе кремнийорганического полимера, созданная в 1943 году шотландским учёным Джеймсом Райтом. Полимер со своеобразными свойствами был получен им как побочный результат при экспериментах, проводимых для получения синтетических заменителей натурального каучука.
В США эта игрушка известна как «глупая замазка» (англ. Silly Putty).

## Характеристики

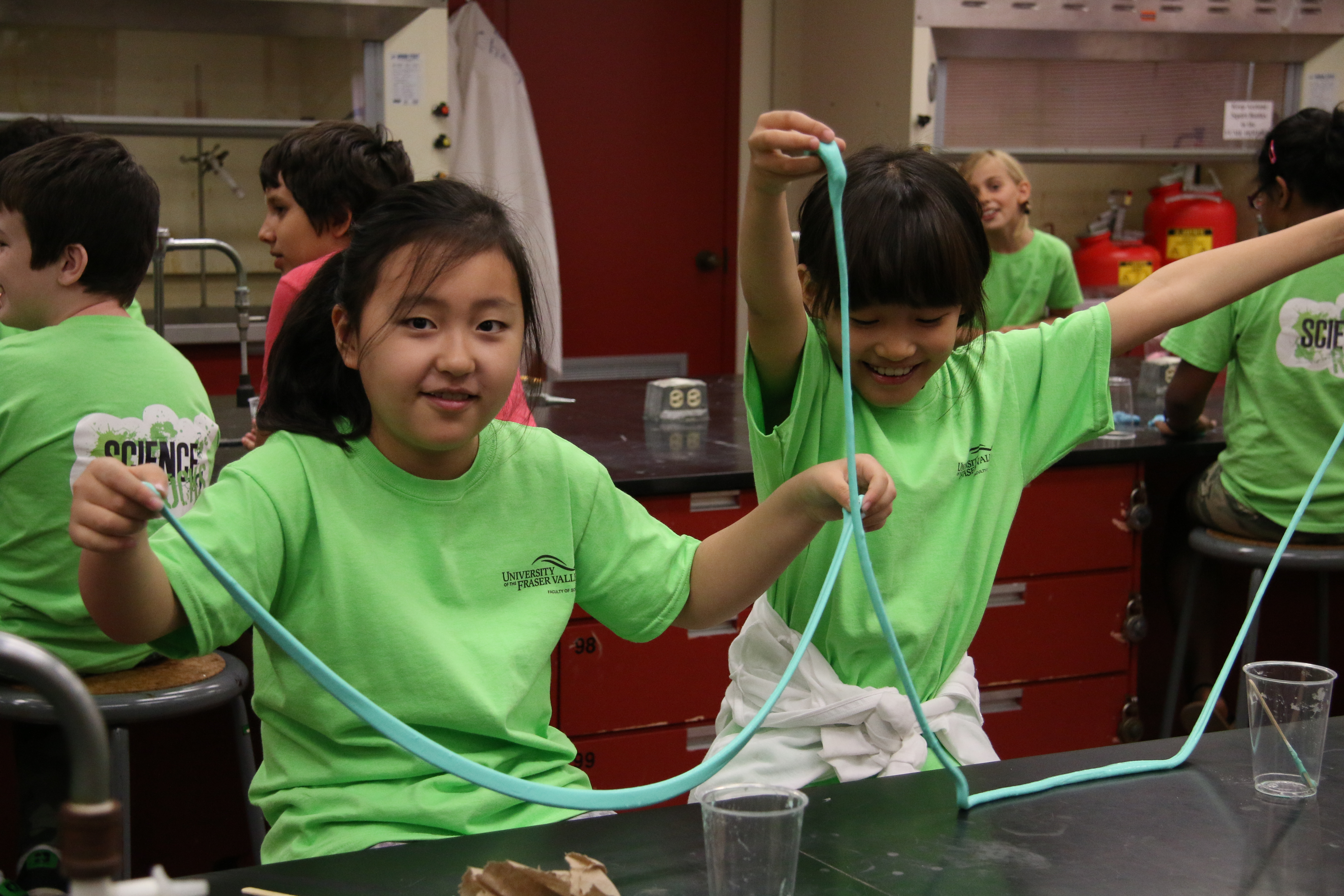
Жвачка для рук

Жвачка для рук внешне похожа на пластилин или жевательную резинку большого размера. Вещество нетоксично, не имеет ни запаха, ни вкуса, не прилипает к рукам и не пачкается.
В длительном интервале времени жвачка для рук проявляет себя как жидкость: если слепить из неё предмет некоторой формы и оставить на ровной поверхности, через некоторое время вещество растечётся. Вещество медленно протекает через отверстия большими каплями. В короткие промежутки времени вещество ведёт себя как твёрдое тело, например, если из него сделать мячик и ударить о пол, такой мячик подпрыгнет, а если ударить по нему молотком — разобьётся на осколки. Вещества, проявляющие такие свойства, называют неньютоновскими жидкостями.
В зависимости от различных добавок могут быть получены игрушки разных цветов, в том числе светящиеся в темноте, меняющие цвет, а также обладающие магнитными свойствами.
Оригинальная жвачка для рук имеет коралловый цвет и состоит из 65 % диметилсилоксана, 17 % кремнезёма (кристаллического кварца), 9 % Thixatrol ST (производные касторового масла), 4 % полидиметилсилоксана, 1 % декаметилциклопентасилоксана, 1 % глицерина и 1 % диоксида титана.

## Внешние ссылки
- Nano Gum - жвачка для рук с уникальными свойствами неньютоновского вещества! на YouTube